# The Meadows (Floride)
The Meadows est une census-designated place du comté de Sarasota, dans l'État de Floride, aux États-Unis,. En 2020, elle compte une population de 5 037 habitants.